# جون (نهر)
نهر جون John’s River أو نهر سانت جون Saint John’s River هي نهر صغير يتعرج خلال مدينة ووترفورد قبل أن يصب في نهر شور River Suir في رصيف ميناء أديلفي في أيرلندا.